# Raffadali
Raffadali is een gemeente in de Italiaanse provincie Agrigento (regio Sicilië) en telt 13.457 inwoners (31-12-2004). De oppervlakte bedraagt 22,2 km², de bevolkingsdichtheid is 606 inwoners per km².

## Demografie
Raffadali telt ongeveer 4821 huishoudens. Het aantal inwoners daalde in de periode 1991-2001 met 4,4% volgens cijfers uit de tienjaarlijkse volkstellingen van ISTAT.
| Jaar | Inwoneraantal |
| ---- | ------------- |
| 1991 | 13.952        |
| 2001 | 13.336        |

## Geografie
De gemeente ligt op ongeveer 420 m boven zeeniveau.
Raffadali grenst aan de volgende gemeenten: Agrigento, Joppolo Giancaxio, Sant'Angelo Muxaro, Santa Elisabetta.